# Louis Victorin Cassagne
Pour les articles homonymes, voir Cassagne.
Louis Victorin Cassagne ou Louis Victorin, baron de Cassagne, né le 5 juin 1774 à Alan (Haute-Garonne) et mort le 6 juillet 1841 à Toulouse (Haute-Garonne), est un général de division du Premier Empire.

## Armée des Pyrénées-Orientales
Il entre au service en qualité de sous-lieutenant dans une compagnie franche le 12 septembre 1792, il est nommé lieutenant le 4 décembre 1792, et devient capitaine dans le 8e bataillon de volontaires de la Haute-Garonne le 25 mars 1793, alors qu'il n'a pas encore 19 ans. Il se distingue cette même année le 4 août au passage de la Têt au village de Corneilla (Pyrénées-Orientales).
Le 1er août 1794, à Fontarrabie, il contribue à prendre avec ses soldats 250 canons, 5 drapeaux, 40 000 bombes ou boulets, 8 000 fusils et 200 prisonniers. Le 4 août, avec La Tour d’Auvergne, il enlève Saint-Sébastien et le 5, Tolosa. Il contribue le 18 septembre, à la prise de Bellegarde, puis à Roncevaux, à la conquête des fonderies d’Orbaïcel et à la prise de 50 canons et de 1 500 prisonniers. Sous les ordres de Marbot, il fait partie du corps qui s’empare de Pampelune le 4 novembre. Le 17 novembre, à la bataille de Saint-Laurent de la Mouga, il réussit avec son bataillon, à prendre aux ennemis 30 canons, 2 drapeaux, 10 redoutes et 1 200 prisonniers. Il fait partie du siège de Figuières, pris par le général Dugommier le 20 novembre.

## Armée d'Italie
Fin 1795, il fait partie de l'armée d'Italie sous le commandement en chef du général Schérer. Il est blessé d’un coup de feu à la main gauche à l’affaire de Roca Barbena (Piémont) le 23 novembre 1795. Il est incorporé avec son bataillon, le 21 mars 1796, dans le 69e de ligne composé des débris de plusieurs corps qui devient le 18e de ligne le 11 avril. Il franchit les Alpes et passe le mont Saint-Bernard, début avril 1796 à la tête d’un corps d’éclaireurs que le général de brigade André Masséna lui a confié. Il participe à la bataille du pont de Lodi le 10 mai.
Le 1er juin, il est au siège de Vérone. Son bataillon qui s'est établi sur les hauteurs de Sega à Rivoli, est attaqué le 29 juillet. La demi-brigade se replie pour rejoindre le reste des forces à Lonato. À la bataille de Lonato, le 3 août, Masséna, l’envoie avec son bataillon léger d’éclaireurs sous les ordres du général Perrin à Castiglione poursuivre les Autrichiens en fuite. Il y fait merveille et reçoit un coup de feu au côté droit à la poitrine, près du lac de Garde (Italie). On le retrouve le 25 décembre où il se distingue avec le capitaine Bart et le lieutenant Fasse parmi les plus braves à Garde.
À la tête de ces mêmes éclaireurs, il fait mettre bas les armes à un corps de cavaliers ennemis, le 16 janvier 1797, près de Mantoue. Le 23 mars lors de l’offensive de Bonaparte vers l’Autriche (victoire du Tarvis et prise de Trieste), à la tête de son bataillon, il est blessé par un coup de feu le 3 germinal an V, qui lui traverse la jambe gauche, et il est pansé à côté de 3 canons et de 2 drapeaux qu’il a pris à l’ennemi. Il fait ensuite un bref passage dans l'armée de Suisse en l'an VI.

## Armée d'Orient
Pendant la campagne d'Egypte, il commande les éclaireurs de la division Bon, et combat à leur tête aux batailles de Chebreiss le 13 juillet 1798 et des Pyramides le 21 juillet 1798. En mars 1799, il participe au siège de Saint-Jean-d’Acre (Syrie) contre les Turcs et les émigrés français. Avec ses éclaireurs il s’élance aux avant-postes à l’assaut de la cité, et se retrouve blessé sous les débris des remparts de la forteresse. Quelques semaines plus tard, la nuit du 4 mai, dans un combat acharné lors de la prise de la tour de Saint-Jean-d’Acre, il est atteint de 2 coups de poignard à la cuisse gauche, 2 aux bras gauche et un à la main. Lors de cet assaut il portait un cachet. Cette action lui vaut le grade de chef de bataillon de la 18e demi-brigade d’infanterie de ligne le 7 août suivant.

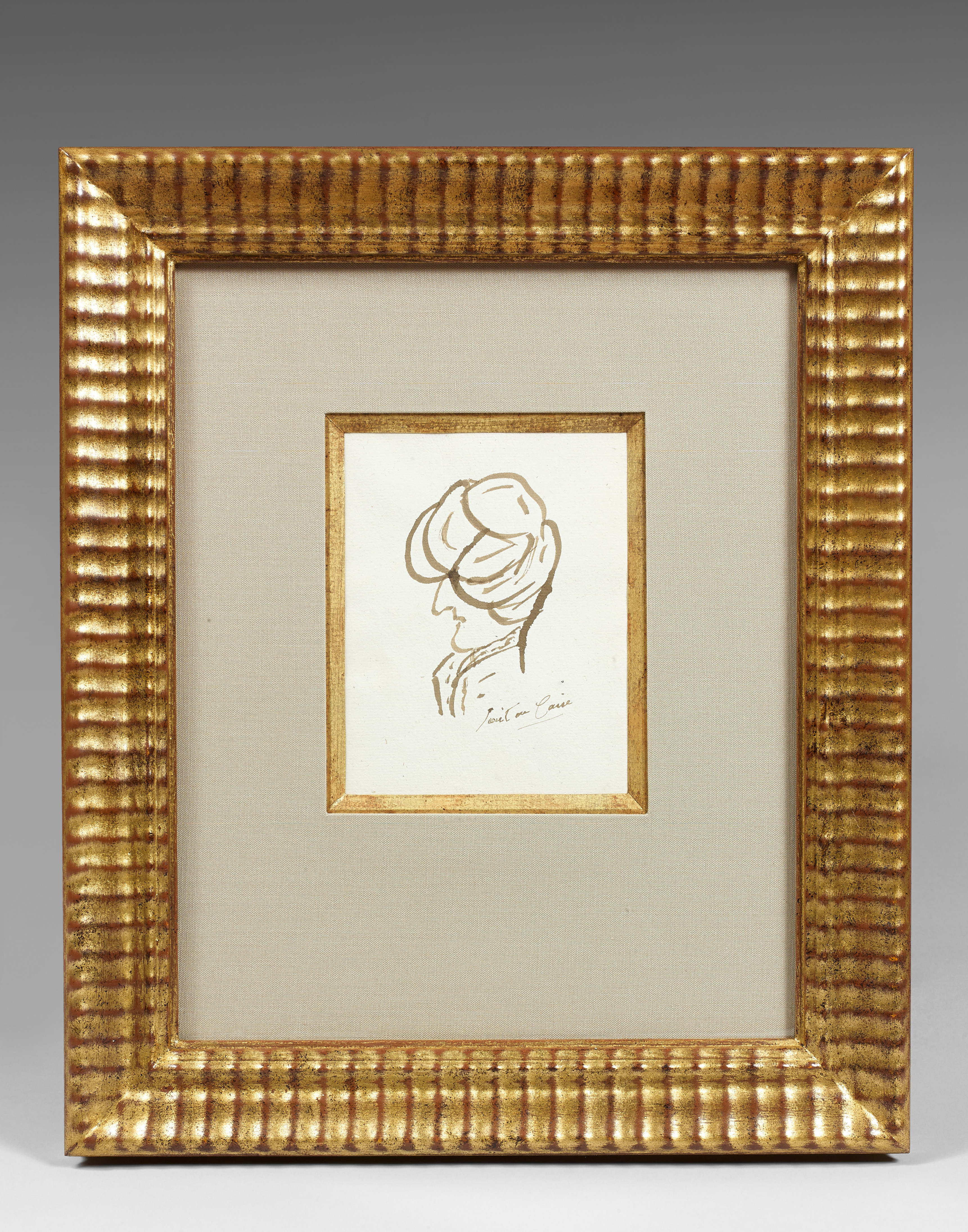
Le commandant Cassagne coiffé du turban. Dessin à la plume. Portrait-charge fait par le général Caffarelli durant la campagne d’Égypte.

Il participe au combat d'Alexandrie le 12 mars 1800, sous le commandement de Menou. Il combat à la bataille d'Héliopolis le 20 mars, il pénètre dans le camp des Anglais et y reçoit un coup de feu qui lui traverse la cuisse.

## Armée de Bruges
À son retour d'Égypte, on le retrouve en garnison à Maubeuge sous le commandement de Davout à l'armée des côtes. Il est promu colonel du 25e régiment de ligne le 29 mai 1801. Il est en 1803, colonel du 25e régiment d’infanterie de Ligne de la 2e brigade du général Gauthier de la 3e division du général Joseph Augustin Fournier, marquis d’Aultanne, du 5e corps d’armée du maréchal de Lannes.

## Armée des Côtes de l'Océan
Le Premier Consul Bonaparte, appréciant son courage, son abnégation et son attachement au devoir et à la patrie, le fait chevalier de la Légion d'honneur le 11 décembre 1803. Il est stationné au camp de Rosendal en date du 26 décembre 1804. Avec son régiment il est employé au camp de Bruges à l’armée des côtes de l'Océan de 1804 à 1805 (acte du 21 avril 1805) et fait partie de la 2e brigade du camp de Rosendal sous les ordres du général de brigade Gauthier.

## Grande Armée d'Autriche
Il fait partie avec son régiment de la 1re brigade du général Gauthier de la 1re division du général Charles Étienne Gudin de la Sablonnière au 3e corps de la Grande Armée le 30 août 1805 sous le commandement en chef du maréchal Louis Nicolas Davout, et sert en Autriche, en Prusse et Pologne.

## Grande Armée de Prusse
Le 14 octobre 1806, à la bataille d'Auerstaedt, pendant que Napoléon livre bataille à Iéna, à la tête des deux bataillons de son régiment, il enlève 2 canons à l’ennemi, reçoit une balle au front qui le blesse légèrement et voit une de ses montures emportée par un boulet de canon.

## Armée d'Espagne devenue Armée du Midi
En récompense de sa haute valeur et de ses beaux faits d'armes, l'Empereur le fait à 33 ans général de brigade le 7 juin 1807, et baron de l'Empire avec une dotation le 8 mars 1808. Durant la campagne d’Andalousie de mai 1808 à juillet 1808, il commande la 1re brigade de la 2e division d’Infanterie du général Dominique Honoré Antoine Vedel faisant partie du 2e corps d'observation de la Gironde sous le commandement du Général Pierre Antoine Dupont de l'Étang. Le 1er juillet 1808 sur ordre du Général Dupont, il quitte Bailen pour Jaen afin de trouver du ravitaillement. Il se met en marche à la tête de sa Brigade, il disperse victorieusement un corps d’insurgés de Grenade, et s’empare de Jaen le 2 juillet.
Le 3 juillet dans l’après-midi, son régiment se retrouve devant une armée de plus de 10 000 hommes composée de troupes espagnoles escortées par des paysans haineux et renforcés par quelques troupes régulières du régiment suisse du général Reding. Un combat furieux s’engage sur tous les fronts et oblige Victorin Louis à se replier vers un plateau où il fait former le carré de manière à présenter de toutes parts une forêt de baïonnettes. Encerclé sur tous les fronts, perdant ses hommes les uns après les autres (une trentaine d'après les mémoires du comte et capitaine de frégate Pierre Baste, futur contre-amiral et général de brigade), et voyant le désordre et la peur qui règnent dans ses rangs, Victorin Louis les parcourt et harangue les quelques soldats lui restant, au cri de : « Enfants, la victoire est à nous ! sus aux ennemis, et vive l’Empereur ». À ce nom magique, les soldats, blessés et mourants se relèvent et chargent les Espagnols. Victorieux, mais blessé assez sérieusement par un coup de feu à la hanche gauche et sa brigade ayant subi de lourdes pertes, dont celle du commandant Molard, commandant de la 1re légion, il préfère évacuer vers 11 heures du soir Jaen après avoir chargé les blessés sur l’artillerie, ainsi que les caissons. Il rejoint Baylen et sera remplacé à la tête de sa brigade par le général Liger-Belair.
Sa brigade se trouve à Mengibar le 6 juillet. Il est fait prisonnier le 23 juillet 1808 du fait de la capitulation du général Dupont à Baylen contre laquelle il a protesté véhémentement. Il est embarqué le 24 octobre 1808 sur le Minerve, avec les généraux Vedel, Cavrois, Chabert, Lagrange, Liger-Belair et Marescot, et débarque à Marseille le 12 novembre 1808. Il est mis en quarantaine au Lazaret.
Il reçoit l’ordre de se rendre à Bayonne le 7 décembre 1808 avec les généraux de brigade Boussart, Lagrange et Liger-Belair. Il est envoyé à Madrid au grand quartier général de Napoléon le 18 décembre 1808. Il rejoint la 3e division du Général Villatte du 1er Corps de l’armée d’Espagne le 1er avril 1809. Il sert à Talavera le 28 juillet 1809, puis en Andalousie en 1810.
En décembre 1810, il est à Madrid et en 1811 il est chargé de couvrir la gauche du blocus de Cadix (blocus instauré à partir de février 1810). Il force alors un corps anglais à la retraite, combat les guérillas de la Sierra de Ronda, bat les Espagnols à Medina Sidonia le 22 janvier 1811 et leur enlève un drapeau. Puis il commande alors la 3e division du 1er Corps d’Armée d’Espagne. Il est maintes fois victorieux du général suisse Théodore de Reding. Il est nommé commandeur de la Légion d’honneur en date du 23 janvier 1811.
Commandant de Ronda en août 1811, il est à Olbera en novembre 1811, et il commande la 1re brigade de la 2e division de réserve du Général Barrois à l’armée d’Andalousie le 1er décembre 1811. Il occupe le camp de Saint-Roch du 20 décembre 1811 au 4 janvier 1812 et observe la place de Gibraltar (Siège de Tarifa). L’Empereur le nomme gouverneur de la Sierra de Ronda dans la province de Malaga où il reste jusqu’en 1812. Durant cette période une municipalité lui offre à titre de souvenir une magnifique collection de médaillons en or (grecs, romains et du XVIIIe) qui représentait une véritable fortune. Le général considère les médailles et dit simplement : « Hé bien ! il faut avec cela acheter des capotes pour les soldats qui en manquent aux hôpitaux ». Il ne conserve aucune des médailles. Il est incorporé à l’armée du Midi en Espagne le 7 février 1812 avec sa brigade.

## Armée du Centre
Il est détaché de l'armée du midi de l’Espagne pour commander sous les ordres du général Jean-Baptiste Drouet d'Erlon la 2e division de l’armée du Centre le 1er janvier 1813, alors sans officier général. L'Empereur est si satisfait de ses services qu’il le nomme général de division le 30 mai 1813, et l’appelle à la Grande Armée d'Allemagne, qu’il ne rejoint que début août. Chargé de l’arrière-garde de l’armée à la bataille de Vitoria le 21 juin 1813, il perd sa voiture, son fourgon, son argenterie, ses douze malles, ses 8 chevaux, la totalité de ses effets, ses économies de 6 années (40 000 francs en numéraires) et autres biens personnels pour sauver l’artillerie et les caissons de l’armée. Il est à Toulouse le 13 juillet 1813 pour y réparer ses pertes (qu’il estime à plus de cent mille francs) et racheter des chevaux.

## Grande armée en Saxe
À la bataille de Dresde le 27 août 1813, il prend aux Russes 5 canons, un équipage de pont et fait un grand nombre de prisonniers. Le 29 août 1813, deux jours après cet exploit, il est fait chevalier de la Couronne de fer. Il participe à la bataille d’Ulm ce même jour. Il prend le commandement de la première division du 1er corps d’observation de Bavière de la Grande Armée sous le commandement du général Georges Mouton, comte de Lobau à la place de Philippon de Saxe le 1er septembre 1813. Le 24 septembre 1813, il est nommé commandeur de l’ordre de la Réunion. Après la capitulation de la Grande Armée à la bataille de Leipzig le 19 octobre 1813, le Maréchal Gouvion Saint-Cyr dépose les armes à Dresde le 11 novembre 1813 et avec lui les états majors des 1er et 4e corps d'armée, soit 32 généraux dont 18 de division et 14 de brigade. Victorin Louis est alors interné en Hongrie dans les prisons autrichiennes : « ma détention fut adoucie par un geste rare qui honore la fierté militaire : j'ai pu conserver mon épée ».

## Première Restauration
Il rentre en France début juin 1814, après huit mois de captivité à la suite de la montée sur le trône en avril 1814 de Louis XVIII. Il sollicite le commandement de la 10e division militaire de Toulouse (ce poste sera donné au Baron Travot), sans chef, mais n’obtient que le commandement d’une subdivision en date du 8 juin 1814. Il est alors lieutenant-général.
Il est nommé commandant militaire du département de la Haute-Garonne en date du 23 juin 1814, poste qu’il conserve jusqu’au 11 avril 1815. Il se rend à Toulouse fin juin 1814 et prend le commandement par intérim de la 10e division militaire à Toulouse le 5 juillet 1814 dans l’attente de la prise de fonctions du général comte Ricard. Louis XVIII le nomme chevalier de Saint-Louis le 28 juillet 1814. En décembre 1814 il reçoit une solde de 1 648 francs en tant que lieutenant-général sans troupe de 1er classe. Il assure l’intérim du commandement des deux premières subdivisions de la 10e division militaire le 21 janvier 1815. Le 4 mars 1815, il demande un congé pour se retirer quelque temps dans ses foyers pour des affaires de famille.

## Armée des Pyrénées-Orientales
Pendant les Cent-Jours, L’Empereur Napoléon Ier l’incorpore dans l’armée des Pyrénées-Orientales le 13 juin 1815, sous les ordres du général Comte de Caen. Un ordre absolu lui prescrit de se rendre à Perpignan pour inspecter les Gardes nationales d’élites du Midi mobilisées dans les 9e et 10e division militaire. Il arrive à Perpignan le 29 juin 1815, après l’abdication de Napoléon (22 juin 1815) et se met en relation avec le Prince et Duc d’Angoulême sur la frontière espagnole. Ce prince lui fait témoigner sa satisfaction par le comte Étienne de Damas. À l’invasion des Espagnols, il emploie son influence à réunir et former des troupes. Monsieur le comte Ricard lui fait part de sa satisfaction et lui confie le corps d'observation des Pyrénées-Orientales.

## Deuxième Restauration
À la seconde Restauration, il est mis en non activité le 20 novembre 1815, « pour avoir facilité les courses des émissaires de Bonaparte ». Il échappe avec beaucoup de peine aux fureurs des royalistes du Midi. Le 16 juillet 1816 il renouvelle sa fidélité au roi, et demande un emploi en faisant connaître qu’il s’attache par la régularité de sa conduite à effacer les souvenirs des fautes qu’on peut lui reprocher. En marge du document est noté « le laisser encore quelques années en non activité ».

## Monarchie de Juillet
Le 7 février 1831, sous le règne de Louis-Philippe, il passe cadre de réserve de l’état major général de l’armée, et est réintégré parmi les officiers en disponibilité avec le grade de lieutenant-général le 3 janvier 1833, sous les recommandations du Maréchal Georges Mouton. La ville de Toulouse lui confie le commandement de sa Garde nationale. Il devient conseiller municipal de Toulouse. Le 3 janvier 1833, il passe à la 2e section du cadre de l'état-major général. Il est replacé cadre de réserve le 15 août 1839.
Il meurt à Toulouse le 6 juillet 1841 à 4 heures du soir à l’âge de 67 ans dans l’hôtel qu’il habitait au 3 rue du Vieux-Raisin. On lit sur sa pierre tombale de style égyptien : « Au Baron Cassagne 1774-1841, 10 campagnes militaires et 12 blessures sur le champ de bataille, attestent ses services et lui ont acquis le droit à la reconnaissance nationale ». Son nom figure sur l'arc de triomphe de l'Étoile, côté Sud.

## Représentation
Il existe une représentation du capitaine Cassagne dans le tableau du Général Lejeune « La bataille des pyramides » (Musée de Versailles). Le Baron Fain, secrétaire de l'empereur cite ce mot de Napoléon « Cassagne est l'un de mes valeureux égyptien ; il y a l'intelligence dans le feu de son allant ». Cassagne repris cette devise « Alan Cassagne ».

## État de service
- 25 mars 1793 : capitaine du 8e bataillon de la Haute-Garonne
- 7 août 1799 : chef de la 18e demi brigade de ligne
- 4 septembre 1799 : chef de bataillon du 18e de ligne
- 29 mai 1801 : colonel du 25e régiment de ligne
- 6 juillet 1802 : chef de brigade de la 25e demi-brigade d'infanterie de ligne
- 7 juillet 1807 : général de brigade
- 30 mai 1813 : général de division
- 10 juin 1814 : lieutenant-général des Armées du Roi.

## Titres, décorations, honneurs
- Légion d'honneur
  - chevalier de la Légion d'honneur, le 19 frimaire an XII (11 décembre 1803) :
  - officier de la Légion d'honneur le 25 prairial an XII (14 juin 1804) :
  - Commandeur de la Légion d'honneur le 23 janvier 1811 :
- Chevalier de l'ordre de la couronne de fer le 3 octobre 1813 :
- Commandeur de l'ordre de la Réunion le 24 septembre 1813 :
- Ordre royal et militaire de Saint-Louis
  - Chevalier de Saint-Louis le 13 août 1814 :
- Baron de l'Empire le 8 mars 1808. À cet effet il constitua un majorat d’un revenu de 30 000 francs sur le domaine de Sochlde et la ferme de Wrinhagen en Westphalie.

## Armoiries
| Figure | Blasonnement |
|        | Armes du baron Cassagne et de l'Empire (décret du 19 mars 1808, lettres patentes du 18 juin 1809 (Quartier général impérial de Schönbrunn)) Coupé ; le premier parti, à dextre de sinople à la pyramide d'argent, à sénestre de gueules au signe des barons tirés de l'armée ; le deuxième d'or au chêne terrassé de sinople, surmonté d'un chevron de sable., Armes parlantes (La pyramide rappelle la campagne d'Égypte, On reconnaît dans le chêne le casse languedocien de Cassagne). Livrées : les couleurs de l'écu ; le verd dans les bordures seulement. La toque du baron de l'Empire est remplacée par la couronne de baron sous la Restauration. Les armes sont : au 1, coupé de sinople à la pyramide d'argent ; au 2, d'or au chevron de sable, un chêne de sinople terrassé de même à la pointe de l'écu. Supports : deux lions d'or. Devise : Alan Cassagne. Le quartier de gueule à l'épée d'argent des barons militaires est supprimé sous la Restauration. |

## Sources
- « Louis Victorin Cassagne », dans Charles Mullié, Biographie des célébrités militaires des armées de terre et de mer de 1789 à 1850, 1852 [détail de l’édition] ;
- « Cote LH/441/59 », base Léonore, ministère français de la Culture
- A. Lievyns, Jean Maurice Verdot, Pierre Bégat, Fastes de la Légion d'honneur : biographie de tous les décorés accompagnée de l'histoire législative et réglementaire de l'ordre, vol. 3, Bureau de l'administration, 1844 (lire en ligne) ;
- ATHAM, 2 bis, rue Delpech, 31000 Toulouse
- Mairie d’Alan
- Dictionnaire des Généraux et Amiraux de la Révolution et de l’Empire par Georges Six (Paris, Saffroy, 1934)
- Goutelongue (préf. Jean Tulard), Le général baron de Cassagne - Fragments d'une vie militaire, Les Éditions du Net, 2018, 188 p. (ISBN 9782312053035) , sous la direction du commandant Henry Lachouquep, réédité en 2022
- Archives de la mairie de Toulouse (archives@mairie-toulouse.fr)
- Toulousains dans l’Histoire de P. Wolf
- Bulletin municipal de Toulouse - septembre 1936 page 665
- L’Arc de triomphe dédié aux illustrations des armées françaises par L. Belin, 240e livraison, 2e volume (Comptoir des Imprimeurs Unis, 15, quai Malaquais, Paris, vers 1850)
- Les Prisonniers de guerre du Premier Empire par Léonce Bernard (Éditions Christian, octobre 2002, Paris)
- Souvenirs militaires de 1804 à 1814 (Général Aymeric de Montesquiou – Paris, Dumaine, 1863) Édition La Vouivre (www.histofig.com)
- Les Cabrériens - Épisode de la guerre d’Espagne, par Gabriel Froger d’après les propos d’un soldat de l’Empire (Éditeur Amyot, Paris, 1849)
- Site de Yves Moerman (http://users.skynet.be/ym04/)
- Jacques Sicart (1, rue Pierre-Loti, 31700 Blagnac)
- Service Historique de l’Armée de Terre (Château de Vincennes, BP 107, 00481 Armées - Dossier du Général Louis-Victorin Cassagne, cote 7 Yd 581, 240 pages)
- Guy Magdonelle (rue de la Frête, 9, 1267 Ramillies, Belgique)
- Ministère de la Culture - Archives nationales (CARAN)
- Les Grandes Conquêtes 1796–1807 (Les Carnets de l'Histoire – Trésor du Patrimoine, Éditions Atals, septembre 2004)
- L'Intermédiaire des généalogistes, no 194 – 2/1978, page 109
- La Première Restauration à Toulouse par Madeleine Albert, Librairie universitaire J. Gaubert, Paris, 1932
- Mémoires du Général Lafont, Paris, Privat, 1909
- Souvenirs de la comtesse de Saint-Aulaire
- La Bataille de Vitoria par le Docteur Sarramon, 1985
- Le Général Cassagne par J.R. de Brousse dans le Bulletin municipal de la ville de Toulouse (article déjà publié dans Le Télégramme du 12 mars 1922, Toulouse)
- L'Arc de Triomphe (L. Belin, Paris, vers 1850)
- Histoire régimentaire et divisionnaire de l'armée d'Italie....historique des demi-brigades... (Paris, 1844, Direction du spectateur militaire)
- Mémoires du Capitaine Pierre Baste (http://www.napoleon-series.org/military/battles/baste/c_baste1.htm)
- Dictionnaire Napoléon, sous la direction de Jean Tulard de l’Institut, tome I, Fayard, 1999
- Iéna par le Commandant Lachouque, Paris, 1961
- Catalogue de la noblesse française au XXIe siècle et Catalogue provincial sous Louis XVI et au XIXe siècle par Regis Valette, Robert Laffont, 2007
- Les guerres de Napoléon. Louis François-Lejeune, général et peintre par Valérie Bajou, Catalogue d’exposition du Château de Versailles 2012
- Archives de l'honneur, ou Notices sur la vie militaire ... par F. Babié. Tome second. 1805. Paris.